# David McKay
David McKay (ur. 1 marca 1960 w Winnipeg) – kanadyjski zapaśnik w stylu wolnym. Dwukrotny olimpijczyk. Piąty w Seulu 1988 i odpadł w eliminacjach w Los Angeles 1984. Walczył w kategorii 68 kg.
Trzykrotny uczestnik mistrzostw świata, szósty w 1986. Złoto na Igrzyskach Wspólnoty Narodów w 1986. Brąz na mistrzostwach świata juniorów w 1978 roku.